# Heliura perfusa
Heliura perfusa är en fjärilsart som beskrevs av Paul Dognin 1923. Heliura perfusa ingår i släktet Heliura och familjen björnspinnare. Inga underarter finns listade i Catalogue of Life.